# Nu segrar alla trognas hopp
Nu segrar alla trognas hopp är en trettondagspsalm av Samuel Johan Hedborn 1811, bearbetad och förkortad av Johan Olof Wallin 1819.
Musiken (2/2, C-dur) är av Philipp Nicolai 1597, publicerad i ett bihang till hans psalmbok Freudenspiegel des ewigen Lebens (Det eviga livets glädjespegel), publicerad 1599 och kallas "koralernas drottning". Hedborns original är delvis en bearbetning av den svenska versionen av Nicolais text till denna melodi.
Feltryckt psalmnummer i registret till Nya psalmer 1921.

## Publicerad i
- 1819 års psalmbok som nr 69 under rubriken "Jesu kärleksfulla uppenbarelse i mänskligheten: Ledstjärnan till Betlehem (trettondedagspsalmer)"
- Stockholms söndagsskolförenings sångbok 1882 som nr 90 verserna 1 och 3, under rubriken "Psalmer".
- Metodistkyrkans psalmbok 1896, nr 109 under rubriken "Kristi ankomst och födelse".
- Svensk söndagsskolsångbok 1908 som nr 28 under rubriken "Julsånger"
- Svenska Missionsförbundets sångbok 1920 som nr 95 under rubriken "Jesu födelse".
- Svenska Frälsningsarméns sångbok 1922 som nr 31 under rubriken "Högtider, Jul".
- Sionstoner 1935 som nr 174 under rubriken "Trettondedagen".
- 1937 års psalmbok som nr 69 under rubriken "Trettondedag Jul".
- Förbundstoner 1957 som nr 45 under rubriken "Guds uppenbarelse i Kristus: Jesu födelse".
- Den svenska psalmboken 1986 som nr 132 under rubriken "Trettondedag jul".
- Lova Herren 1988 som nr 144 under rubriken "Trettondedag jul".